# Waddon
Waddon (Waddon-Ehrlich) is een Brits historisch merk van motorfietsen.
Brits bedrijf dat in 1981 racemotoren ging maken met 124- en 248 cc Rotax-tweetaktmotoren. In 1982 verliet Joe Ehrlich het bedrijf om nieuwe EMC-racemotoren te gaan maken. 